# Welyki Krynky
Welyki Krynky (ukrainisch Великі Кринки; russisch Великие Крынки Welikije Krynki) ist ein Dorf in der ukrainischen Oblast Poltawa mit 2500 Einwohnern (2004).

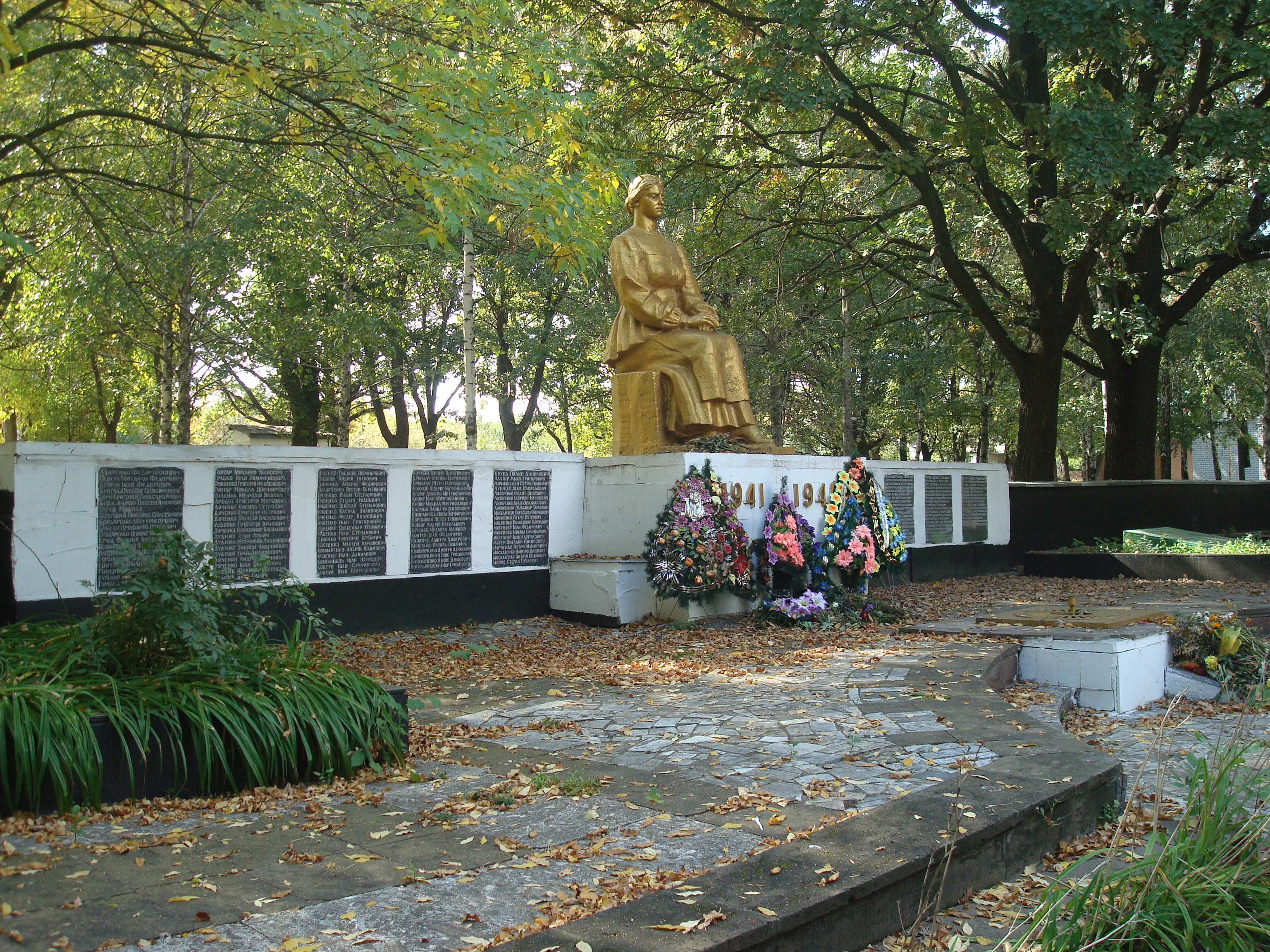
Denkmal im Ort

Das Anfang des 18. Jahrhunderts gegründete Dorf liegt an der Territorialstraße T–17–17 19 km nordöstlich vom ehemaligen Rajonzentrum Hlobyne und 100 km südwestlich vom Oblastzentrum Poltawa.
Am 12. Juni 2020 wurde das Dorf ein Teil der Stadtgemeinde Hlobyne, bis dahin bildete es zusammen mit den Dörfern Sirenky (Сіренки), Stepowe (Степове), Schewtschenky (Шевченки) und Wessela Dolyna (Весела Долина) die gleichnamige Landratsgemeinde Krynky (Кринківська сільська рада/Manschelijiwska silska rada) im Nordosten des Rajons Hlobyne.
Am 17. Juli 2020 kam es im Zuge einer großen Rajonsreform zum Anschluss des Rajonsgebietes an den Rajon Krementschuk.